# Legio III Augusta
Legio tertia Augusta ou Legio III Augusta ("Terceira legião de Augusto") foi uma legião do exército imperial romano. Sua origem é obscura, mas é possível que ela tenha sido montada a partir dos restos da Legio III que serviu ao general Pompeu durante a guerra civil contra Júlio César (49–45 a.C.). Em seguida, a legião apoiou o herdeiro de César, Otaviano, em sua guerra civil contra Marco Antônio (31–30 a.C.). Ela foi oficialmente refundada logo em seguida, depois que Otaviano foi aclamado "Augusto" e se consolidou como a única força remanescente no Império Romano. No mesmo ano, foi alocada na província romana da África, onde permaneceria até pelo menos o final do século IV.

## Bases e acampamentos

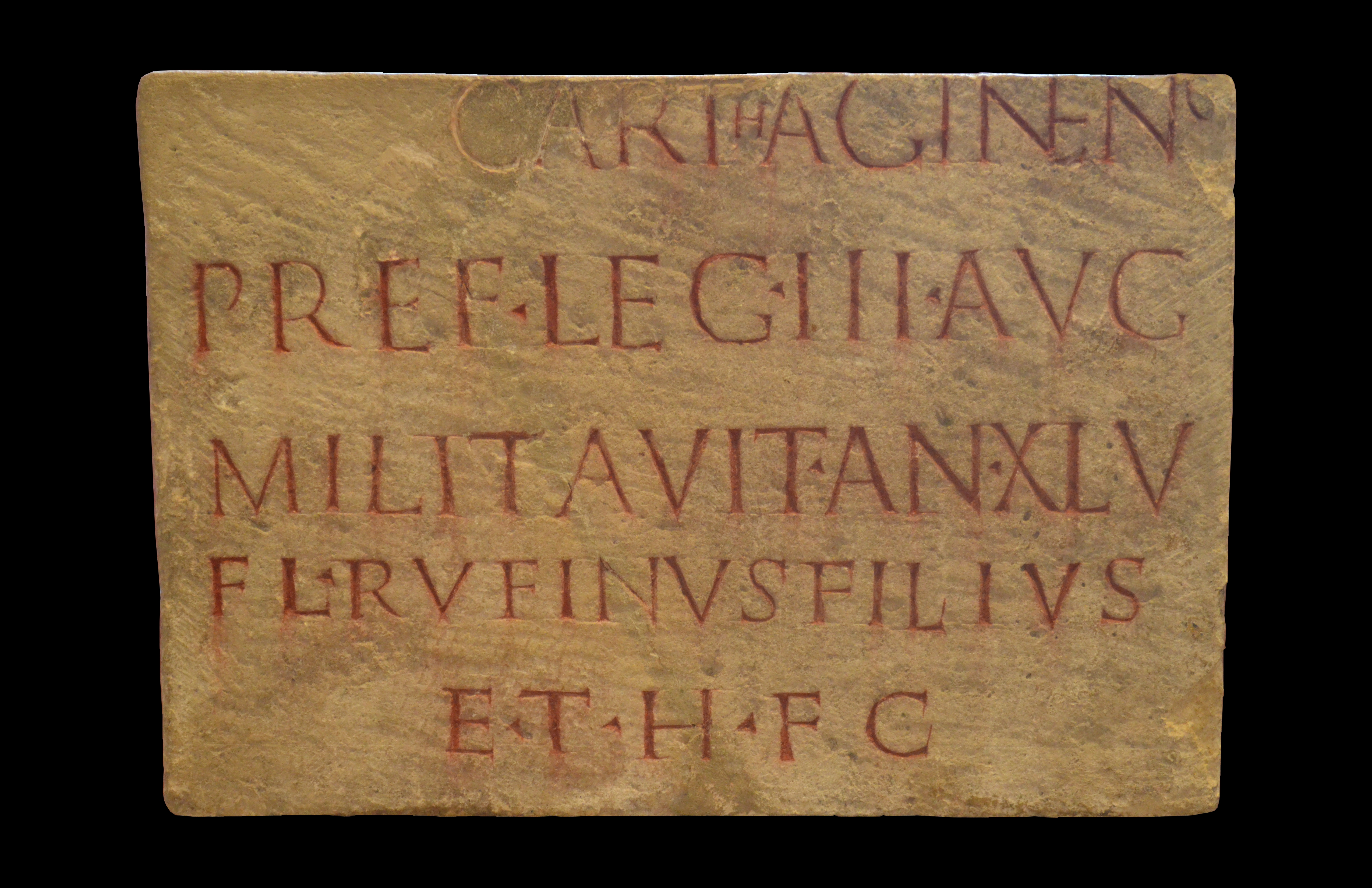
Inscrição mencionando a Legio III em Cartago.

Em 30 a.C., Augusto baseou a terceira em Amedara (moderna Haidra), uma localidade nos Montes Orés, de onde ela protegeu as províncias do norte da África pelo 105 anos seguintes. Não resta quase nada no local atualmente, mas há ruínas de um anfiteatro e de igrejas que podem ser visitados. Há também o grande cemitério militar, ocupado quase que exclusivamente por legionários. Durante seu período em Amedara, a terceira descobriu a cidade de Sbeitla e muitos de seus soldados vieram de lá. Em 75 d.C., o acampamento se mudou para Teveste (atual Tébessa). Porém, muitos veteranos ficaram para trás e conseguiram se assentar na cidade, tornando-se fazendeiros.
Teveste era bastante próxima de Amedara, localizada a apenas algumas milhas a oeste do antigo acampamento. A mudança foi provocada puramente por motivos estratégicos, pois acreditava-se que estariam, ali, mais perto do inimigo, as tribos locais que se revoltavam com frequência. A legião se assentou na região e construiu sua própria cidade, seguindo os princípios propostos por Hipódamo, no formato de grade. Os escassos restos ainda visíveis incluem apenas algumas obras civis: o arco de Caracala, um templo de Minerva e ruínas de um anfiteatro. No arco, "medalhões de Sétimo Severo e Júlia Domna ainda sobrevivem na fachada" e o templo "...é um dos três ou quatro mais bem preservados templos do mundo romano" segundo o arqueólogo John Ferguson, que explorou a área. Não se sabe se a Legio III participou da construção destes edifícios, mas é claro que esta era a sua cidade natal.
A legião se mudou uma terceira e última vez para Lambésis em 128. Uma vez mais, a mudança foi por motivos estratégicos e colocou a legião de volta nos Montes Orés, uma localização ótima para o controle sobre as tribos locais. Originalmente, o acampamento foi construído para ter 184 m2 seguindo o mesmo plano em grade adotado em Teveste. O historiador E. Lennox Manton descreve a construção como "um plano retangular de precisão militar". Em meados do século II, a cidade já ocupava um espaço quatro vezes maior.
Por todo o período que esteve em Lambésis, colunas, pilares com nichos arredondados e estátuas foram construídos pela cidade. A legião chegou a pavimentar uma praça cercada de pórticos com salas em três lados. Algumas delas eram utilizados pela guarda militar e pelo comandante da legião. O quarto lado tinha uma basílica. Provavelmente uma das mais "impressionantes e dominantes memoriais do poderio militar romano" foi o pretório de Lambésis, onde morava o comandante — muito provavelmente um procurador. Havia também termas e um anfiteatro fora do acampamento. Depois que alguns civis começaram a se assentar nas imediações, a área reservada para eles foi demarcada por um arco.

## História e movimentos

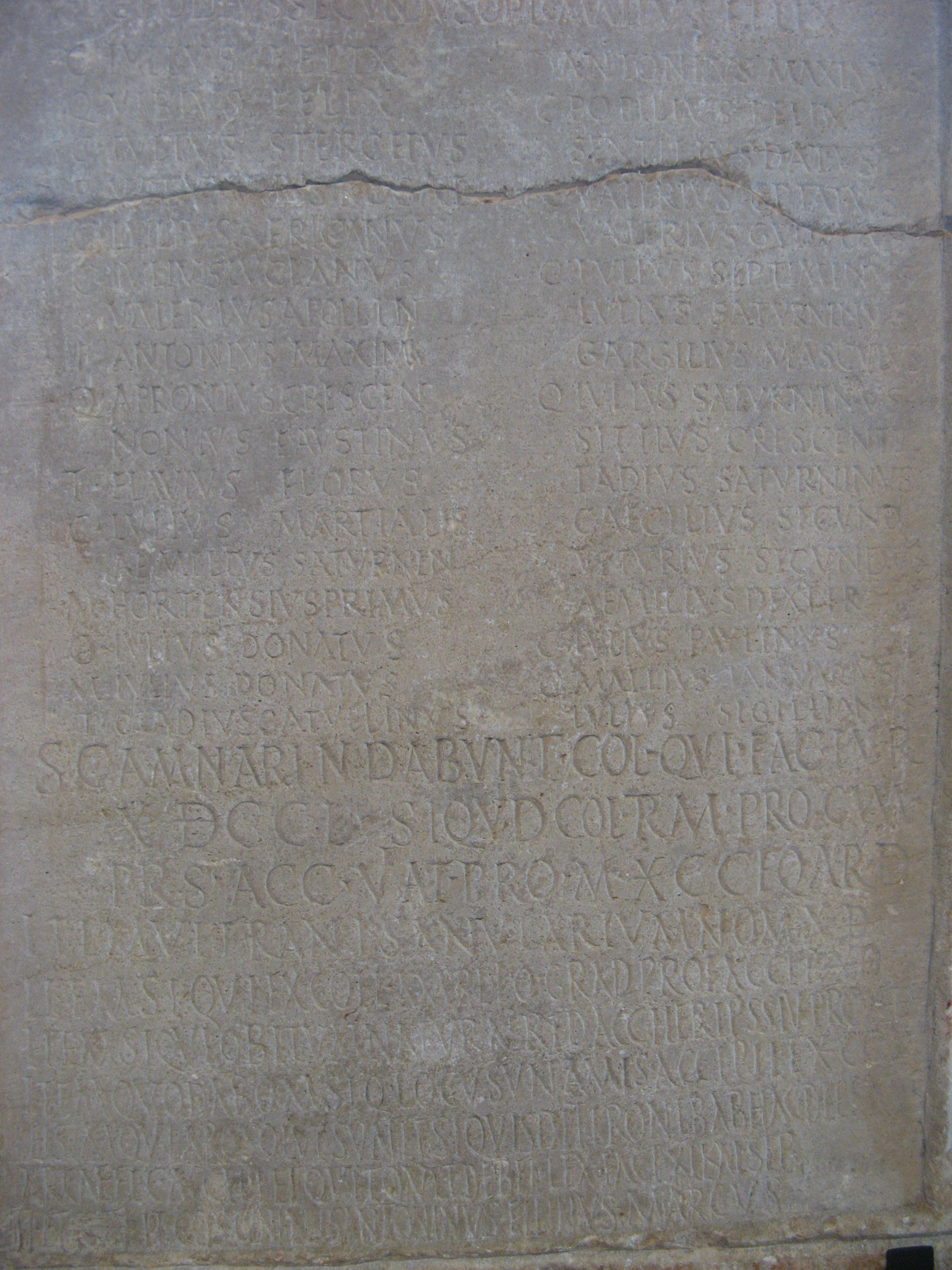
Laje citando a Legio III Augusta preservada no Louvre e descoberta em Lambésis, a principal base da legião na África.

A Legio III Augusta era composta, originalmente, de soldados italianos, mas, já no século III, suas tropas eram quase inteiramente formadas por púnicos e líbios. Como as regiões da Itália e da Gália já estavam muito pressionadas para conseguir tropas para seu próprio uso no século II, as legiões da África tinham que conseguir novos recrutas de fontes locais ou orientais. Porém, a III Augusta foi quase sempre auto-suficiente em sua tarefa de proteger as províncias africanas na maior parte do período que esteve lá. A maioria das ameaças que requeriam reforços irrompiam na Mauritânia, onde os mouros viviam. A Legio III tinha entre 5 000 e 6 000 homens com mais entre 10 000 e 15 000 auxiliares acampados nas proximidades. Quase metade dos soldados estavam na Mauritânia Tingitana e o resto se mudava frequentemente conforme a necessidade. O imperador Vespasiano reuniu a legião toda numa única fortaleza, em Teveste, provavelmente em 75. No início do século II, Lambésis passou a ser a base e assim permaneceu por pelo menos dois séculos.

### Revolta de Tacfarinas
A Legio III Augusta foi estacionada na África para garantir o suprimento de cereais de Roma. Sob Augusto, o procônsul da África tinha sob seu comando diversas outras legiões. No final do reinado de Tibério, a terceira era a única legião na África. Sob Calígula, o comando do exército foi retirado do procônsul e entregue ao legado imperial propretor que respondia diretamente ao imperador. A III Augusta acampou pela primeira vez em Amedara (Haidra) antes de 14, mas o local não era grande o suficiente para abrigar toda uma legião, o que sugere que ela pode ter se dividido. A guerra na região desértica exigia unidades menores, de grande mobilidade e não era incomum que um imperador dividisse uma legião em vários vexillationes espalhados em várias fortalezas diferentes. Na maior parte das vezes, não eram legiões inteiras que se mudavam para a África, mas apenas pequenos vexillationes de outros exércitos vindos da Germânia ou da Panônia que chegavam conforme a necessidade.
A presença militar romana no norte da África nem sempre foi aceita ou bem-vinda. A mais importante oposição em toda a história da Legio III Augusta foi Tacfarinas, um antigo soldado romano que se tornou um líder guerrilheiro dos musulâmios. Sua revolta foi uma das muitas contra a expansão do Império Romano.
Tacfarinas atacou a III Augusta num momento especialmente vulnerável. Conta-se que os primeiros ataques foram em 14 a.C., quando a legião havia acabado de completar seu primeiro projeto. A escolha do momento sugere que a terceira ainda não tinha se consolidado no local e nem tinha ainda ganho uma boa reputação por suas obras. As táticas de guerrilha utilizadas somadas à inovadora tática de ataque pela retaguarda de Tacfarinas criaram dificuldades adicionais para a III Augusta.
A forma com a qual Tacfarinas liderou suas revoltas era particularmente preocupante para a Legio III. Em primeiro lugar, Tacfarinas não parecia ser uma grande ameaça; seu bando de guerreiros original era composto principalmente de ladrões e rebeldes. Porém, os ladrões de Tacfarinas rapidamente aprenderam a precisão e a expertise do exército romano. Ele viajou por todo o norte da África convidando soldados romanos deixados para trás pela III Augusta, uma técnica que Tácito descreve como uma espécie de "colheita dos melhores", pois utilizava soldados já treinados pelos romanos e utilizava suas táticas contra eles. Tacfarinas criou uma nova coalizão a partir dos soldados romanos escolhidos desta forma e dos cidadãos locais irritados contra a exploração do domínio romano nos "povos musulâmios, governado por ele.
Porém, seu exército acabou sendo derrotado e o próprio Tacfarinas cometeu o suicídio, mas suas revoltas e táticas não caíram no esquecimento. A Legio III Augusta teve que dominar completamente as técnicas revolucionárias do bando de ladrões e ex-soldados para conseguir derrotá-los. As táticas de guerrilha demonstradas por Tacfarinas são a demonstração mais clara das muitas formas coisas que a III Augusta teve que mudar em suas táticas para conseguir lidar com os rebeldes por todo o norte da África. Os musulâmios foram a primeira de muitas gangues armadas que enfrentaram a legião, mas foi também a mais difícil, provavelmente por causa da liderança de Tacfarinas. Na prática, a III Augusta deixou de atacar seus inimigos como uma legião romana tradicional, em formação compacta, e passou a se dividir em diversas unidades menores de homens que recebiam ordens de um oficial comandante. Estas pequenas unidades estavam sempre prontas para o combate, eram móveis e treinadas para lutar no deserto, passando a antecipar os ataques dos rebeldes.

### Século III em diante

Escudo da Legio III Augusta no século V

A legião foi debandada em 238 "por causa de seu papel em sufocar uma revolta baseada na África contra o imperador Maximino em prol do governador provincial Gordiano". Em 252, Valeriano reformou a III para lidar contra os "cinco povos", uma perigosa coalizão de tribos berberes. A III Augusta venceu em 260, mas a ameaça permaneceu, o que levou ao reforço das fortificações em Lambésis nos anos seguintes. Em 289, as lutas começaram novamente e o imperador Maximino assumiu pessoalmente o controle da legião. A guerra perdurou até 297 com a vitória total dos romanos.
No início do século IV, Diocleciano pessoalmente acabou com as pretensões de um governador rebelde e, logo depois, transferiu a Legio III Augusta de Lambésis para outra base na mesma região, mas de nome e local desconhecidos. Diocleciano frequentemente trabalhava com a legião durante a a anarquia militar entre 235 e 284. Ele foi particularmente prolífico em suas obras de construção civil, muitas delas na África. A maioria delas tinha como objetivo substituir obras anteriores destruídas nas batalhas ou restaurar importantes melhorias públicas que se arruinaram por falta de cuidados. A Legio III provia a principal força de trabalho para estes projetos. A III Augusta ainda é mencionada no início do século V e não se sabe exatamente até quando ela existiu.

## Urbanização
A Legio III não era apenas uma unidade de proteção para o Império Romano, mas foi a principal responsável pela urbanização das províncias do norte da África. Estacionada inicialmente em Amedara, ela investiu parte de seu tempo construindo estradas, o ponto inicial da expansão romana. Estas novas ligações levavam ao desenvolvimento de novas vilas e cidades para os civis, fazendas para os militares e até mesmo colônias para os veteranos. Inicialmente, estes assentamentos eram distintos e próximos, mas, com o passar dos anos, foram se fundindo dando origem a grandes cidades. A legião não construía a cidade inteira e algumas tarefas eram deixadas a cargo dos civis. Os projetos militares mais comuns eram a construção de aquedutos, fortificações e anfiteatros. Tipicamente, o trabalho dos legionários era voltado para "projetos monumentais" e não apenas obras civis puras.

### Estradas
As primeiras estradas militares na região é de 14. A Legio III construiu uma ligando a sua base em Amedara, passando por Telepte e chegando ao Oásis de Gafsa. Novas expansões ocorreram na época de Tibério, com uma estrada saindo de Gafsa até o Oásis de Gabes, com cinco novas estações de parada no caminho.
A legião por vezes seguia o trajeto de antigas trilhas que ligavam as cidades púnicas, mas a solução preferida era criar novas vias. Calcula-se que o total construído pelas legiões no norte da África chegue a 19 300 quilômetros.
Outras vias importantes para a Legio III incluía a via entre Tébessa e o porto de Hipo Régio, essencial para o suprimento de alimentos e necessidades básicas aos legionários e sua cidade. Outra era a estrada que vinha de Cartago através de Tébessa. Ambas foram construídas na época de Vespasiano. Finalmente, uma estrada construída por Trajano corria para o sul atravessando as montanhas no Golfo de Sirte, importante pela quantidade de fortalezas ao longo do percurso.
Alguns imperadores, especialmente Adriano, incentivavam muito a construção de estradas, pois elas estimulavam o desenvolvimento das terras ao longo do trajeto, aumentando a quantidade de cereais e azeite disponível para exportação para Roma.
Assim que cidades apareciam perto dos acampamentos militares, marcos de separação se faziam necessários. Tipicamente, eram arcos nas estradas (ou através delas) que ligavam a cidade e o acampamento. Um caso famoso no qual esta técnica foi utilizada foi a Via Septimiana, uma estrada construída na época de Sétimo Severo na cidade de Lambésis. Na via, o "Arco Triplo" foi construído e marcava a fronteira a partir da qual a Legio III podia marchar.